# مادلن مورو
مادلن مورو (فرانسوی: Madeleine Moreau‎; ۱ مهٔ ۱۹۲۸ – ۱۰ ژوئن ۱۹۹۵) شیرجه‌رو اهل فرانسه بود.
وی در مسابقات کشوری و بین‌المللی در مجموع برندهٔ ۲ مدال طلا، ۱ مدال نقره شده‌است.